# Rezervat VOIMMA
Rezervat V.O.I.M.M.A. (krajšava za Vondron’olona Ifotony Mitia sy Miaro ny Ala, dob. Domačini imajo radi gozd) je zavarovano območje na Madagaskarju v velikosti 0,4 km2. Leta 2012 so vaščani Andasibe uvedli sistem ekoturizma. Rezervat zaposluje 10 ljudi. Polovica ustvarjenega denarja se porabi za več projektov v Andasibeju, npr. gradnja vodovoda ali v podporo majhni lokalni bolnišnici. Tako rezervat sledi podobnim projektom, kot je Skupnostni rezervat Anja, ki temelji na trajnostni rabi ogroženih deževnih gozdov. V rezervatu uspeva več endemičnih vrst, kot so indri in venčaste sifake. Videti je mogoče tudi nekatere druge lemurje, kot je volnati lemur. 
Ob reki, ki teče skozi rezervat, uspeva več vrst plazilcev in žab (med njimi Boophis pyrrhus, viridis in madagascariensis), več kameleonov (Furcifer willsii, Calumma parsonii cristifer, Calumma nasutum, Calumma emelinae in brevicorne) ter satanski listnati gekon (Uroplatus phantasticus). V rezervatu živi tudi žuželka žirafji zavijač (Trachelophorus giraffa).
V rezervatu raste tudi za Madagaskar endemična orhideja Oeonia Rosea. Država prepoznava približno 1000 vrst orhidej, od katerih jih je približno 850 endemičnih za otok.
Med pticami je v rezervatu mogoče videti: črnega škarnika, žametnico (Philepitta castanea), Eurystomus glaucurus, Neomixis striatigula, madagaskarsko kukavico (Cuculus rochii) in druge.
Ker ni narodni park, je rezervat V.O.I.M.M.A. odprt tudi za nočne sprehode na zahtevo.

## Sveto drevo
V rezervatu uspeva drevo, za katerega razlagajo, da je sveto, saj ga ni še nihče identificiral. Njegovi listi se spreminjajo vsako leto, drevo pa ne daje plodov ali semen, zato se ne razmnožuje. Staro naj bi bilo več tisoč let. Malgaši prihajajo sem, da pustijo daritve in prosijo za pomoč ali v zahvalo, ko jo prejmejo. Žrtvujejo tudi zebuje in piščance, nato pa kri vlijejo v štor kot daritev.
- žaba Boophis pyrrhus
- Kameleon Furcifer willsii
- kameleon Calumma nasutum
- satanski listnati gekon
- žirafji zavijač